# Birkenfeld (Nahe)
Birkenfeld település Németországban, Rajna-vidék-Pfalz tartományban. Lakosainak száma 7236 fő (2023. december 31.).

## Fekvése
Idar-Obersteintől délnyugatra fekvő település.

## Története

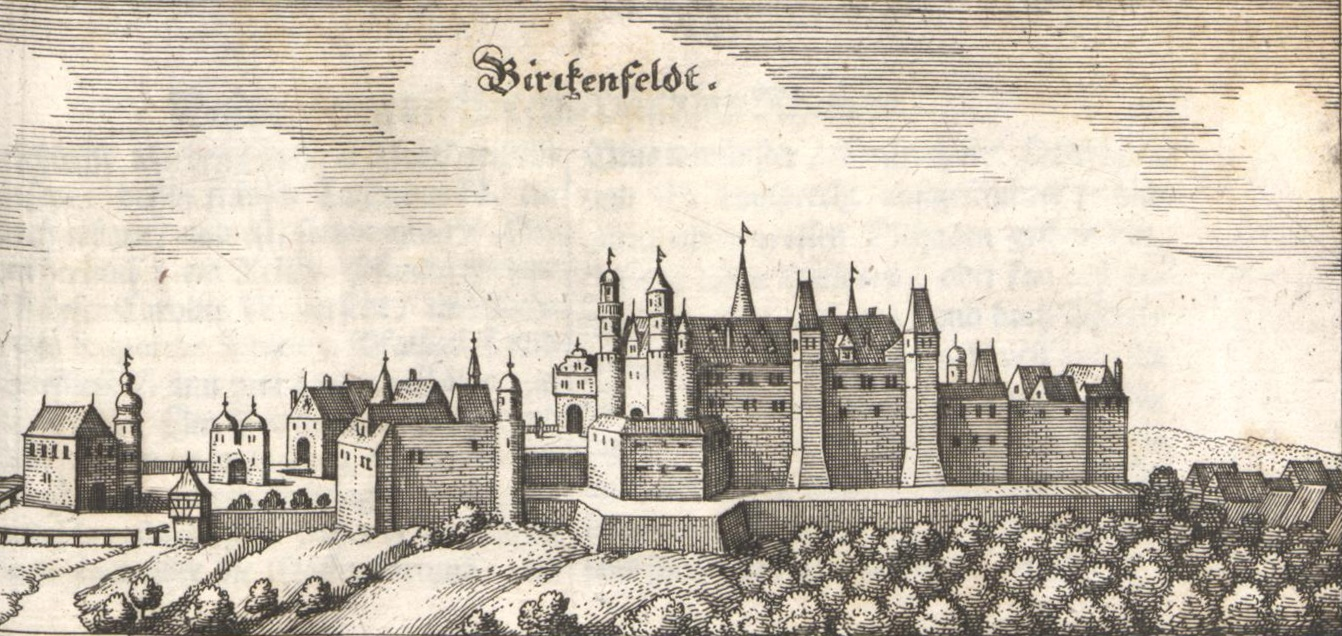

Birkenfeld neve frank eredetű, egykor hercegségi főváros volt. Nevét először 981-ben Trier püspöke Egbert oklevelében említette. A környék azonban az itt talált régészeti leletek alapján már a vaskorban is sűrűn lakott volt. Az 1. században a környéket a római légiók hódították meg, és a területen maradtak az egész 400 éves római uralom alatt is.
Az itt található kastélyban helytörténeti múzeum van, a város feletti birkenfeldi vár maradványaiban pedig diákszálló található.
A frank Birkinvelt település a 13. században a Sponheim grófok birtokai közé tartozott. Birkenfeld várát 1293-ban említette először oklevél. 1332-ben Ludwig bajor császártól kapott városi jogokat. 1437-ben az utolsó Sponheim gróf halála után a badeni őrgróf örökölte. 1584-ben gróf Wittelsbach, Karl von Pfalz-Zweibrücken-Birkenfeld lakott ezen a helyen. Ebben az évben kezdődött a hercegi palota átépítése reneszánsz stílusban. A harmincéves háború (1618-1648) idején 1635-ben a város közvetlen hadszíntér lett. Ugyanebben az évben a pestis tört ki Birkenfeldben 416 halálesetet okozva.
Birkenfeld 1776-ban Karl Friedrich őrgróf alatt a Badeni Őrgrófság székhelye volt. Ez idő alatt Birkenfeldben gazdasági és kulturális fellendülés volt tapasztalható. 1779-ben  alakult például az első "high school".

## Nevezetességek
- Helytörténeti múzeum
- Birkenfeldi vár maradványai - ma diákszálló működik benne.
- Evangélikus templom
- Szent Jakab templom

## Galéria

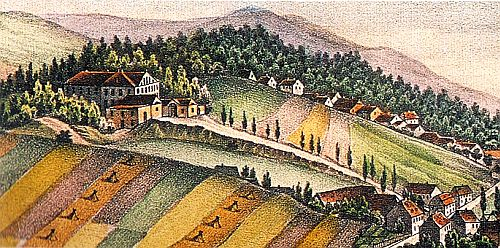
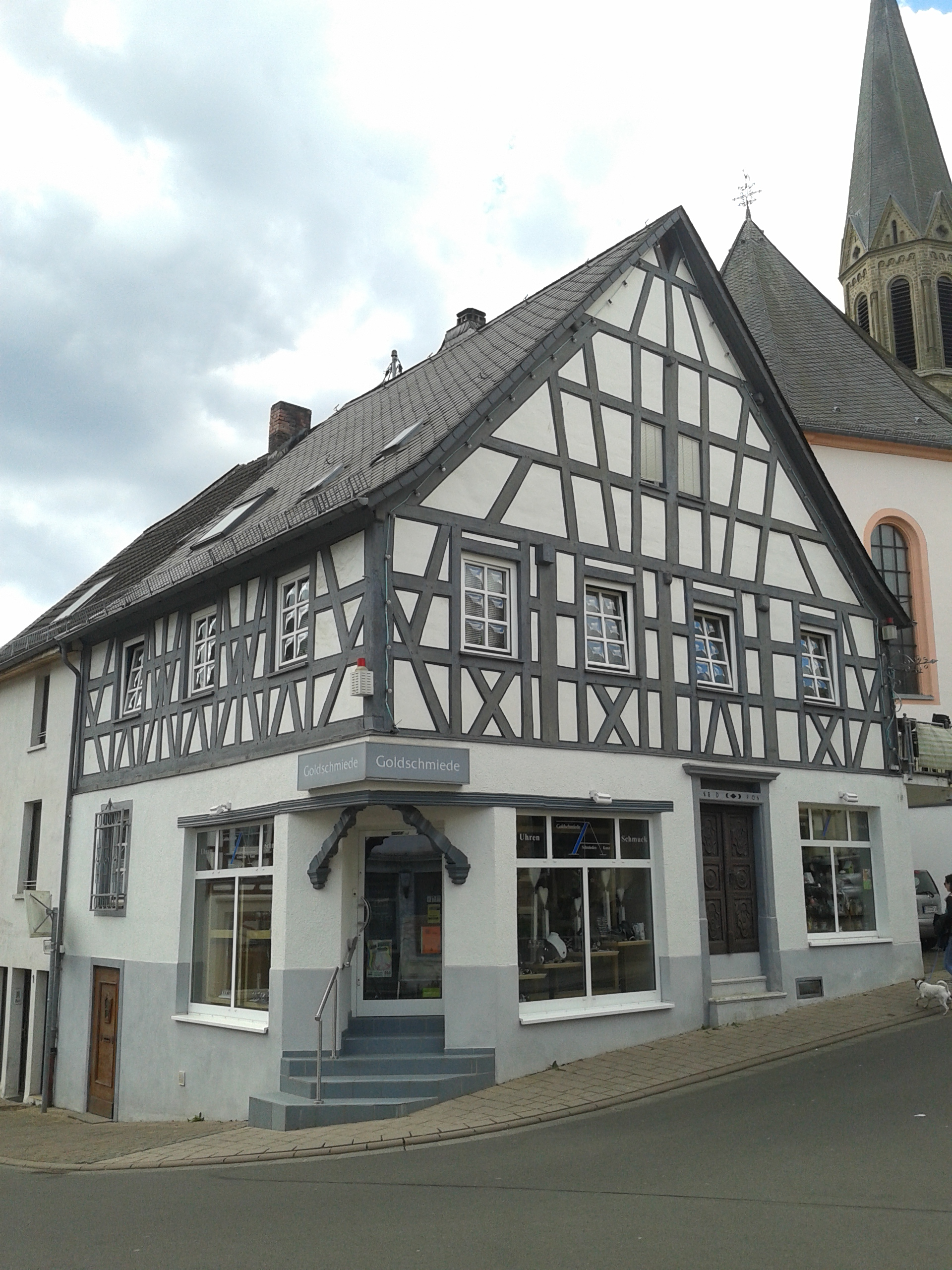
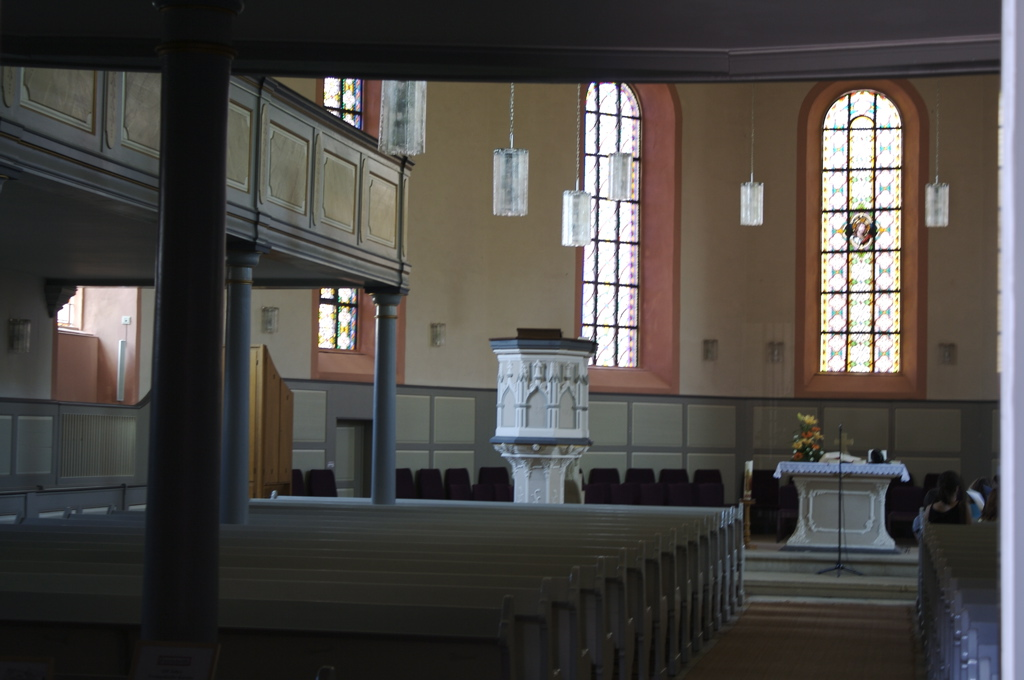
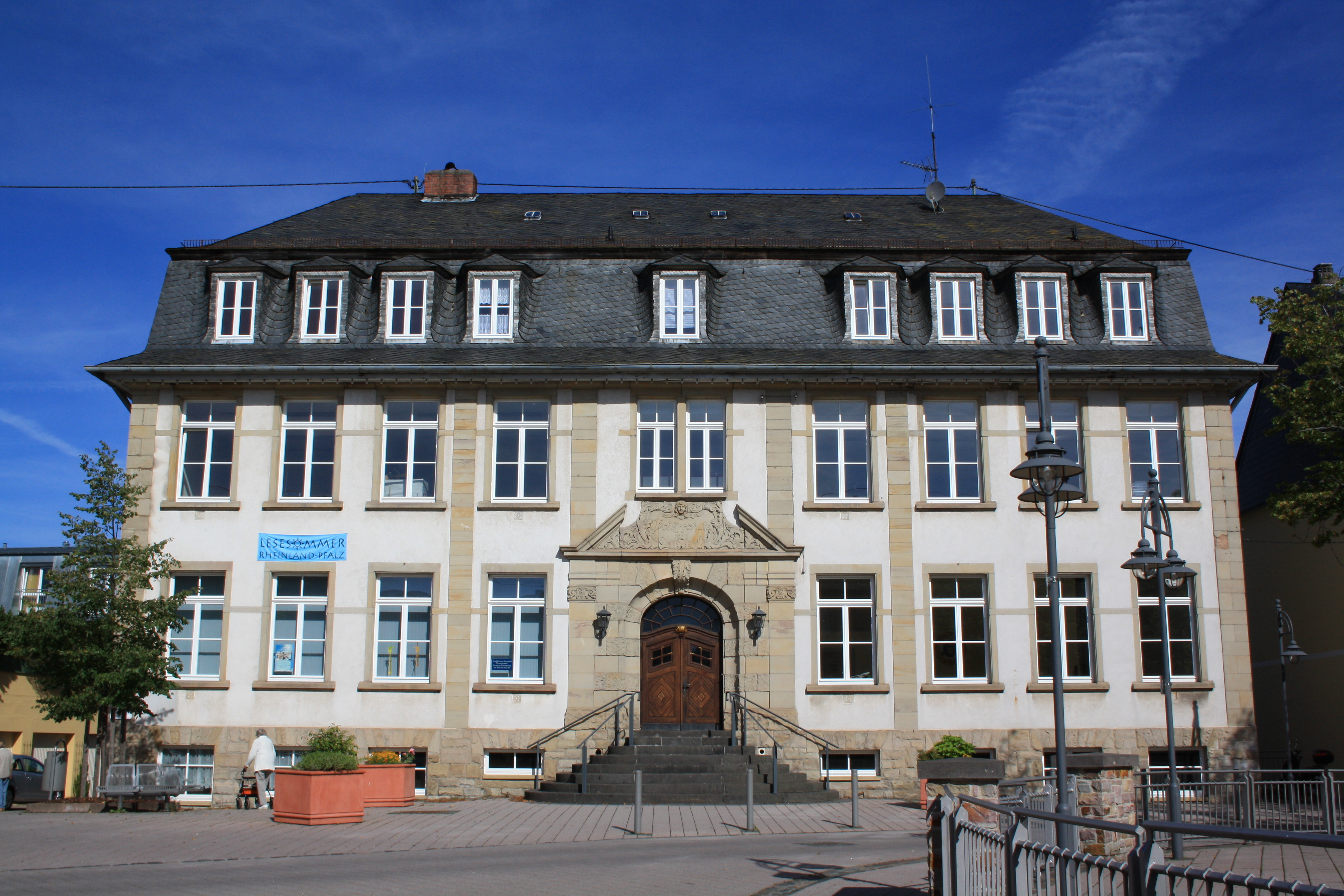
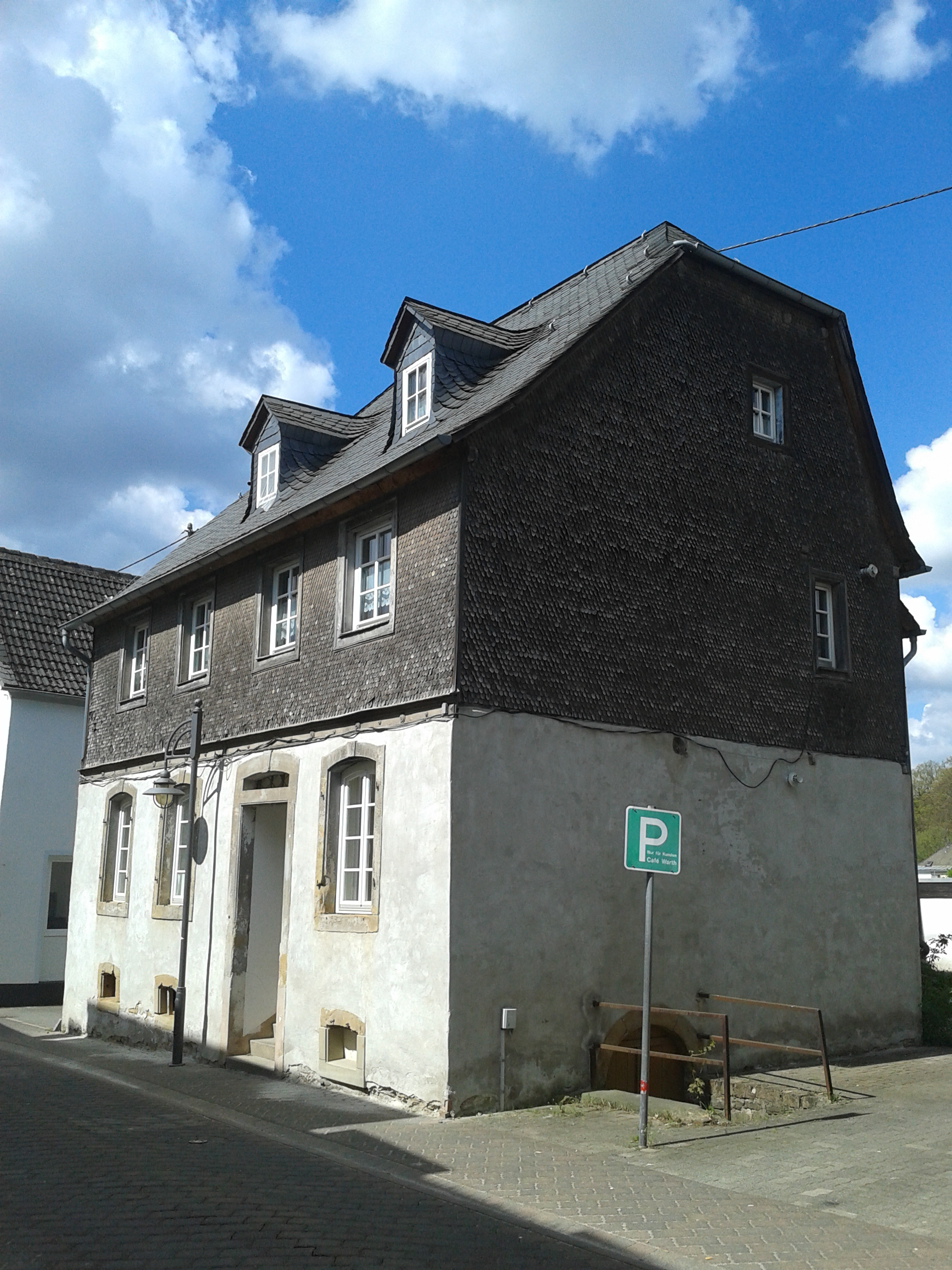
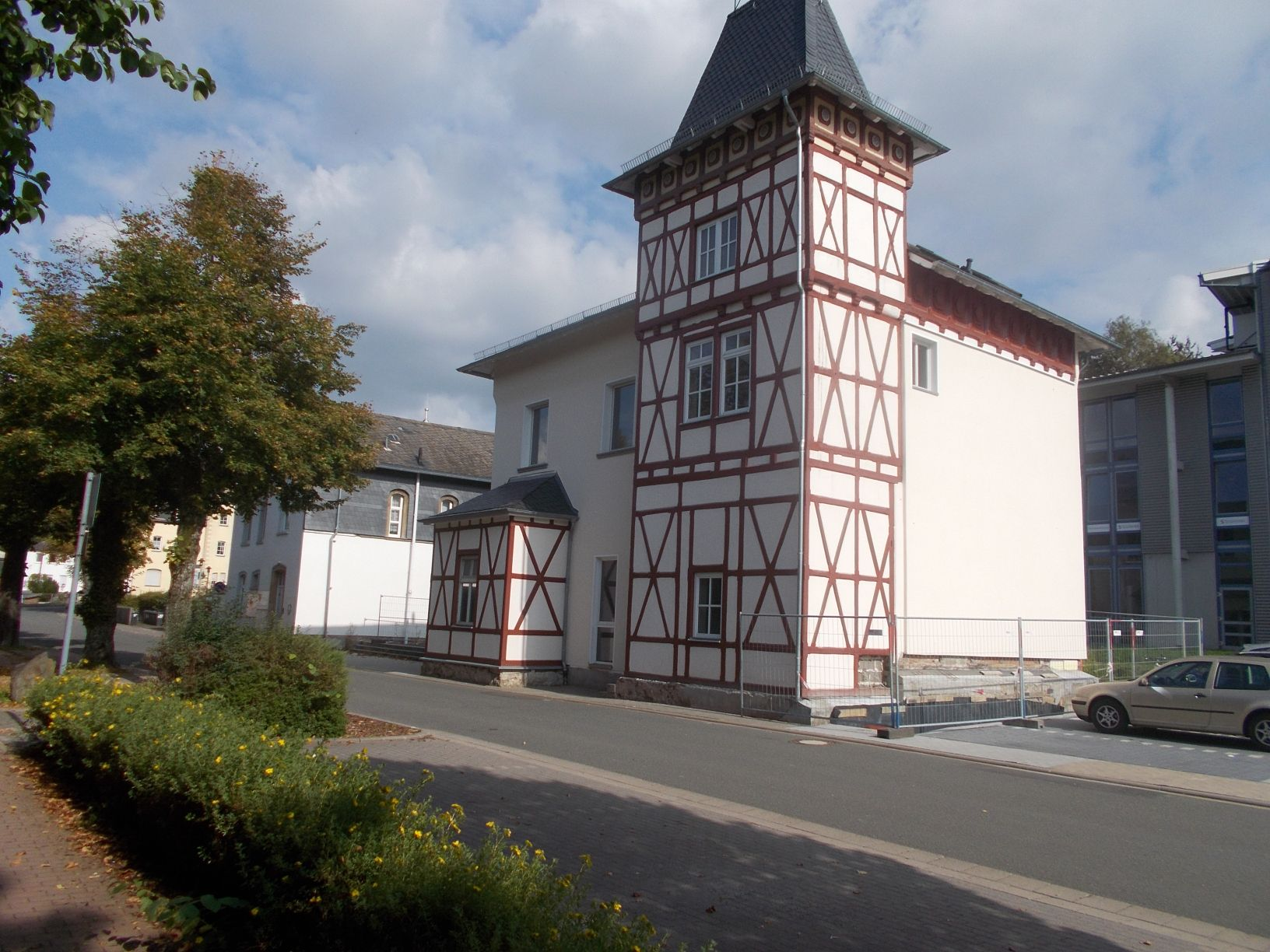
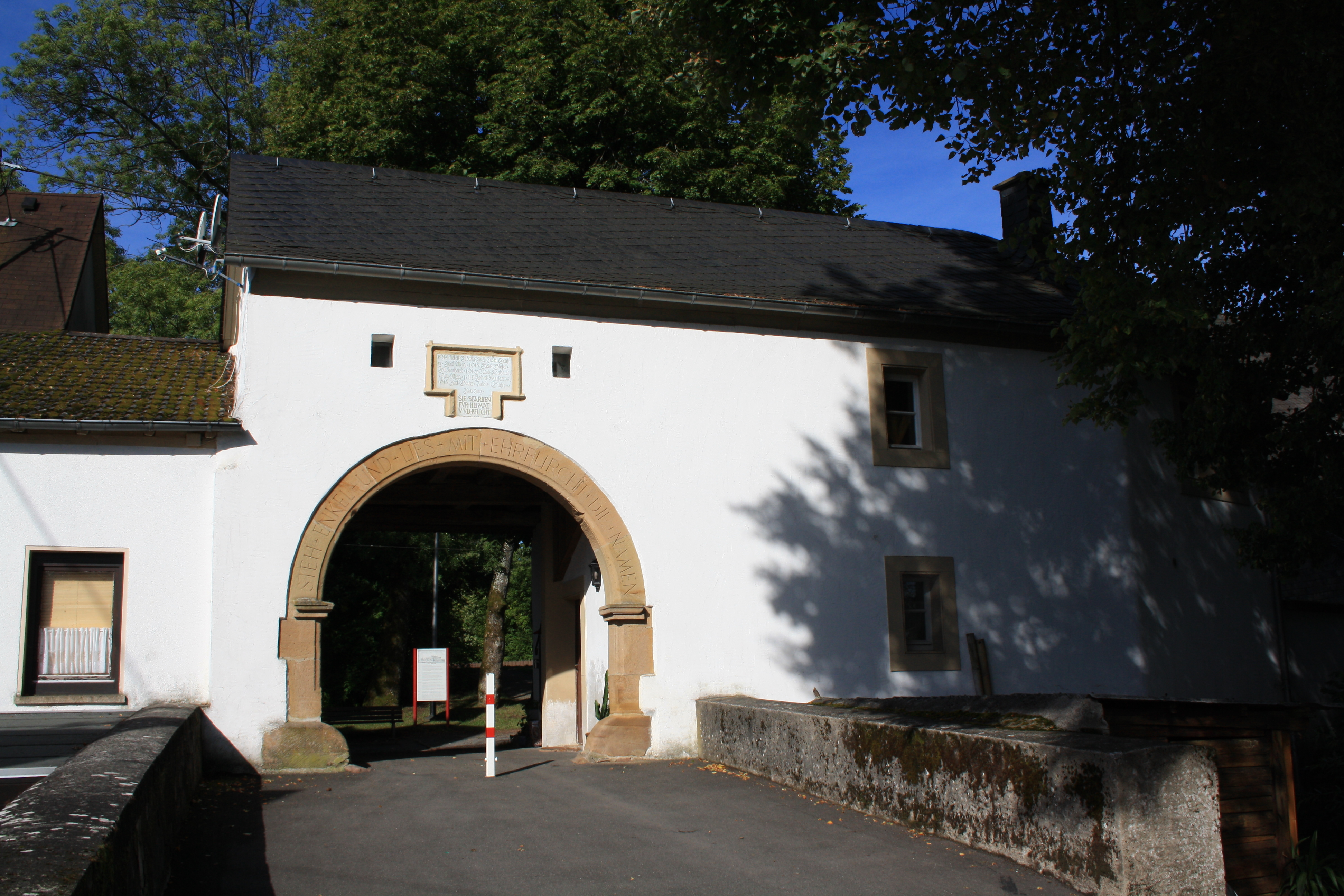
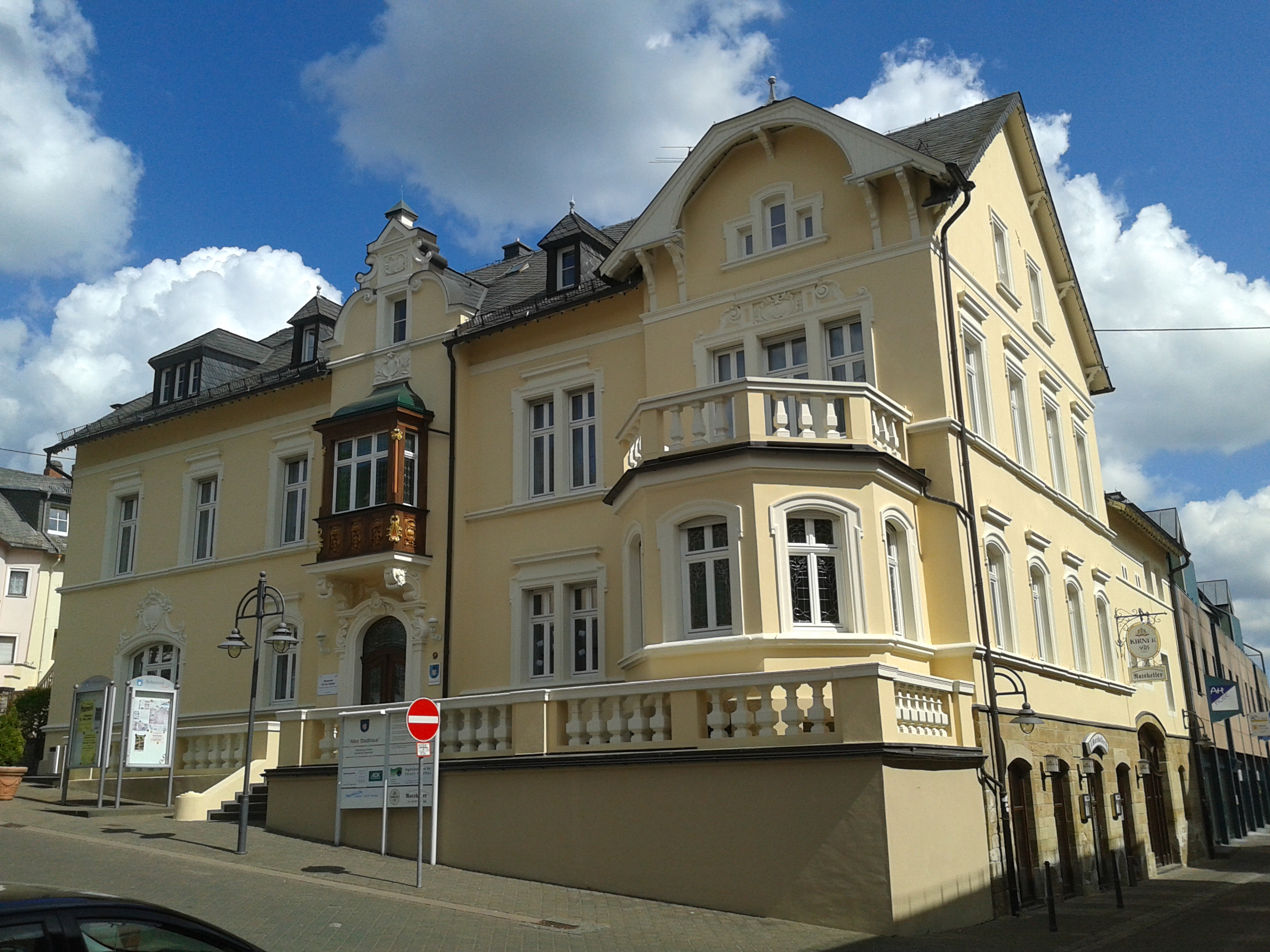
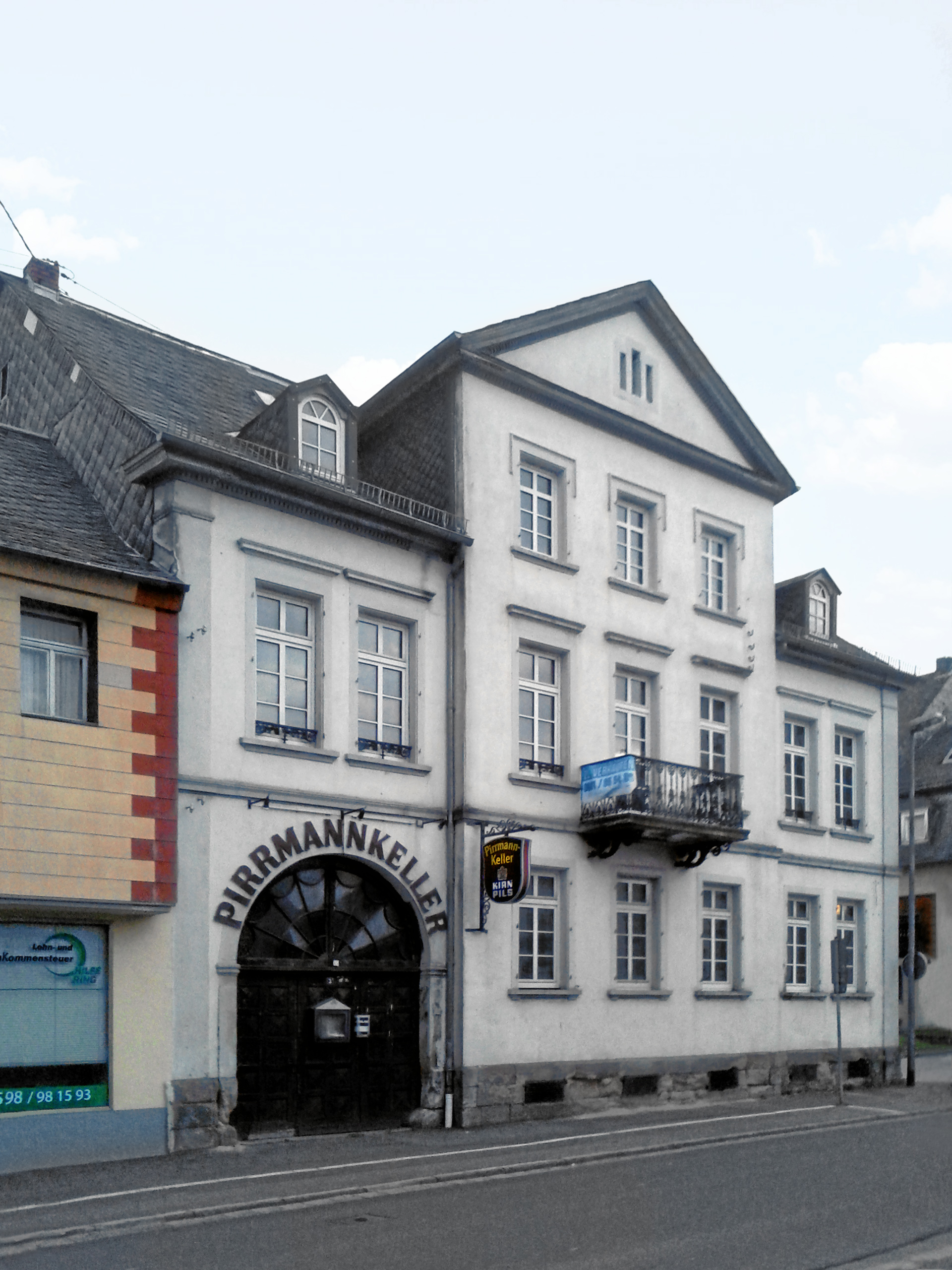
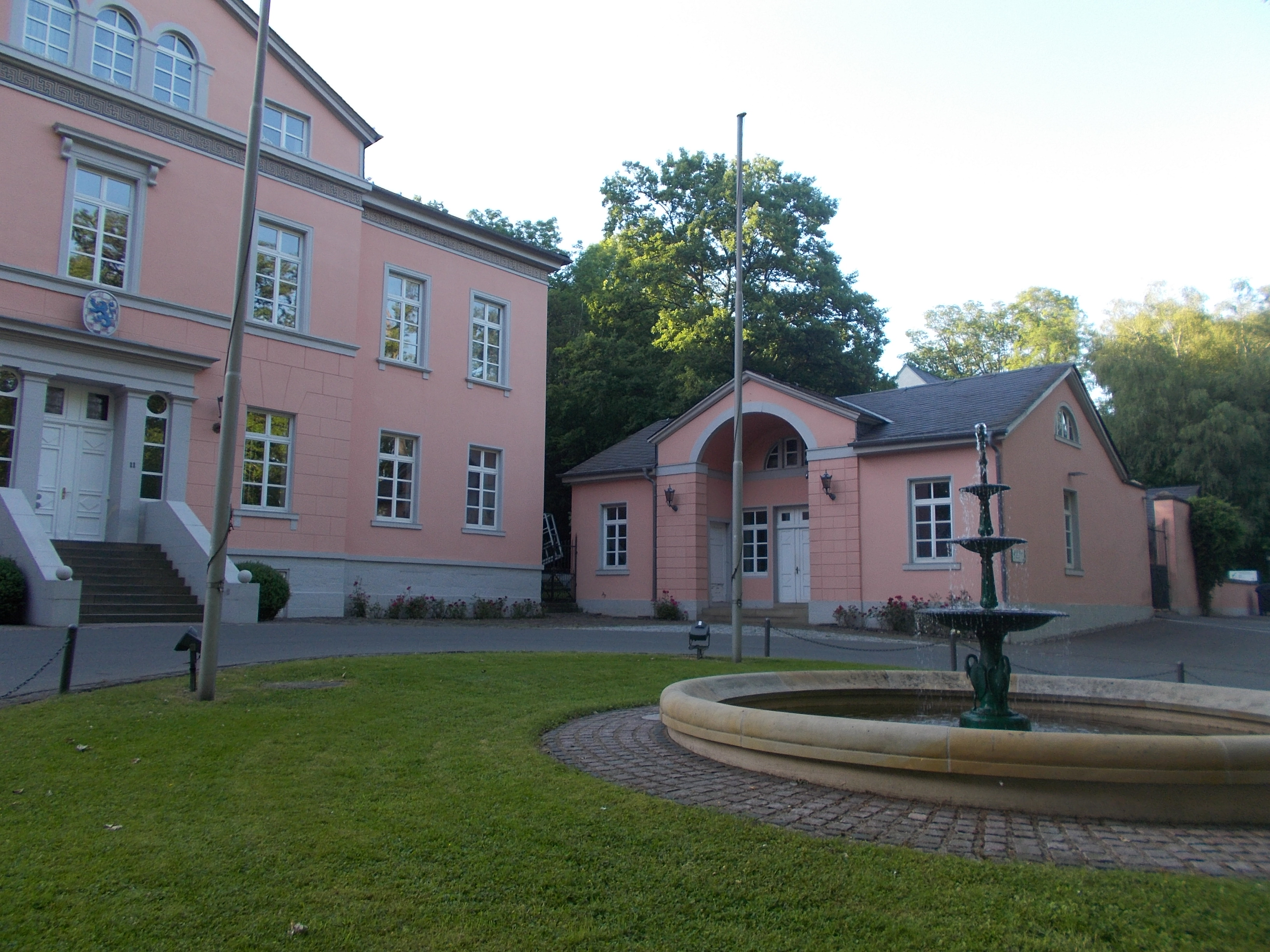
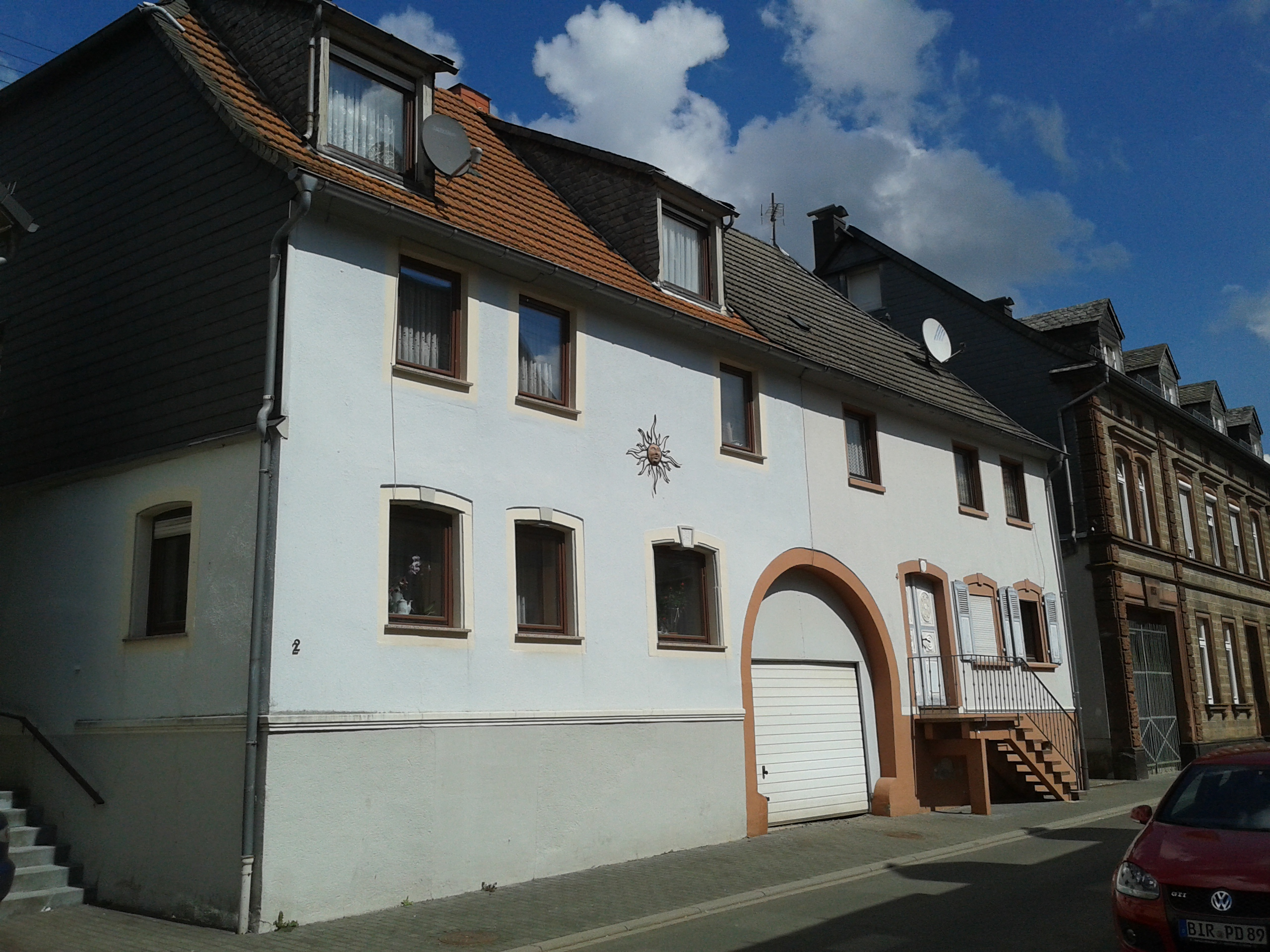

## Népesség
A település népességének változása:
| Lakosok száma | 5883 | 6923 | 6984 | 7075 | 7220 | 7236 |
|               | 1975 | 2017 | 2019 | 2021 | 2022 | 2023 |